# فوجیوارا نو میچیناگا
فوجیوارا نو میچیناگا (به ژاپنی: 藤原道長 Fujiwara no Michinaga); (۱ ژانویهٔ ۰۹۶۶ – ۳ ژانویهٔ ۱۰۲۸) نام دوران کودکی او سابورو (三郎) بود. پدر او فوجیوارا نو کانه‌ایه نام داشت و یک دایناگون (مشاور درجه یک امپراتور) اهل ژاپن بود. کنترل خاندان فوجیوارا بر ژاپن و سیاست آن تحت رهبری او به اوج خود رسید.

## اوایل زندگی
فوجیوارا نو میچیناگا از نوادگان  ناکاتومی نو کاماتاری، بنیان‌گذار خاندان فوجیوارا بود که در اصلاحات تایکا ظاهر می‌شود. امپراتور تنجی درست قبل از مرگ ناکاتومی نو کاماتاری به او نام خانوادگی «فوجیوارا» داد.
میچیناگا در کیوتو، به عنوان پسر پنجم فوجیوارا نو کانه‌ایه به دنیا آمد. کانه‌ایه در سال ۹۸۶ نایب‌السلطنه شده بود و تا پایان عمر خود در سال ۹۹۰ این سمت را حفظ کرد. به دلیل اصل ارثی نایب‌های فوجیوارا، میچیناگا اکنون در صف نایب السلطنه شدن برادران بزرگترش، فوجیوارا نو میچیتاکا و فوجیوارا نو میچیکانه قرار گرفت.

## شغل

### مبارزه با کوره‌چیکا
میچیتاکا از سال ۹۹۰ تا سال ۹۹۵ نایب السلطنه بود و درگذشت. پس از آن فوجیوارا نو میچیکانه جانشین او شد، و تنها هفت روز به عنوان نایب السلطنه حکومت کرد، قبل از اینکه او نیز بر اثر بیماری بمیرد. پس از مرگ دو برادر بزرگترش، میچیناگا با فوجیوارا نو کوره‌چیکا، پسر بزرگ میچیتاکا و جانشین احتمالی او، مبارزه کرد. کوره‌چیکا در دربار محبوب‌تر از میچیناگا بود، مورد علاقه خواهرش امپراتریس فوجیوارا نو تیشی و مورد پسند امپراتور ایچیجو حاکم بود و چندین موقعیت معتبر داشت - او سال قبل نای‌دایجین، و سه سال قبل از آن سانگی (ژاپن) شده بود. با این حال، مادر امپراتور ایچیجو، فوجیوارا نو سنشی، کوره‌چیکا را دوست نداشت و به میچیناگا کمک کرد. به عنوان مثال، او ایچیجو را مجبور کرد تا در ماه پنجم ۹۹۵ عنوان نایران (بازرس اسنادی بود که به امپراتور ژاپن (تننو) ارائه می‌شد) را به میچیناگا اعطا کند.
در طی حادثه چوتوکو در سال ۹۹۶، امپراتور کازان (بازنشسته و راهب) در یکی از کاخ‌های خاندان فوجیوارا با معشوقه اش با دختر چهارم فوجیوارا نو تامه‌میتسو (مرگ ۹۹۲) دیدار می‌کرد. خواهر بزرگتر او (دختر سوم) معشوقه کوره‌چیکا بود و پس از مرگ پدر در عمارت برادرش زندگی می‌کرد. وقتی به کوره‌چیکا گفته شد که امپراتور کازان بازنشسته در طول شب به همان عمارت رفته است - کوره‌چیکا تصور کرد که کازان به ملاقات همان معشوقه او رفته است. در نتیجه او و برادرش فوجیوارا نو تاکاایه در کمین امپراتور قرار گرفتند و به سمت او تیراندازی کردند. یک تیر به آستین کازان اصابت کرد، جنایتی بزرگ - صدمه زدن به یک راهب (زیرا کازان در سال ۹۸۶ وارد معبد به عنوان یک راهب شده بود) اقدامی وحشتناک تلقی می‌شد، چه رسد تیر انداختن و صدمه زدن به یک امپراتور. میچیناگا و حامیانش پس از آن اتهامات اهانت به ذات اقدس ملوکانه را مطرح کردند. اگرچه حقوقدانانی که پرونده را بررسی می‌کردند، خادمان کانه‌ایه و فوجیوارا نو تاکاایه را مقصر تشخیص دادند، اتهامات دیگری توسط جناح میچیناگا مطرح شد: برای مثال کوره‌چیکا متهم به نفرین کردن فوجیوارا نو سنشی (مادر امپراتور) بود. مجازات آنها نوعی تبعید سبک بود که کوره‌چیکا معاون فرماندار کیوشو شد. با حذف کوره‌چیکا از پایتخت، میچیناگا در مبارزه آنها برای برتری پیروز شد.
میچیناگا در طول مبارزات خود در روز نوزدهم از ششم ماه ۹۹۵ منصب وزیر جناح راست یا اودایجین (右大臣) را به دست آورد. بعداً در سال ۹۹۶ میچیناگا وزیر چپ شد، سادایجین (左大臣)، بالاترین مقام در دولت به غیر از صدراعظم (دایجو-دایجین). در سن ۳۰ سالگی، فوجیوارا نو میچیناگا قدرتمندترین فرد دربار امپراتوری شد، چه از نظر نام و چه از نظر واقعیت.

### حکومت به عنوان میدو کانپاکو
میچیناگا در طول زندگی‌اش، «میدو کانپاکو» نامیده می‌شد، عنوانی که به نام محل سکونتش، میدو، اشاره دارد.
روش اصلی که از طریق آن رهبران فوجیوارا قدرت خود را حفظ کردند، از طریق کنترل حاکمیت، معمولاً از طریق پیوندهای زناشویی بود. میچیناگا به ویژه در این زمینه موفق بود و چهار دخترش با امپراتوران ژاپن ازدواج کردند. اگرچه امپراتور ایچیجو قبلاً یک ملکه یا به نام تیشی داشت، میچیناگا او را ملکه کوگو کرد و اولین دخترش، امپراتریس شوشی نیز با او به عنوان ملکه چوگو با امپراتور ازدواج کرد. این اولین باری بود که یک امپراتور به‌طور همزمان دو ملکه داشت. «چوگو»، حداقل به‌طور غیررسمی، از این دو رتبه بالاتر بود. زمانی که تیشی در اثر زایمان در سال ۱۰۰۱ مرد، نفوذ میچیناگا بر ایچیجو مطلق بود.
فوجیوارا نو کنشی، دختر دوم میچیناگا، با امپراتور سانجو امپراتور بعدی ازدواج کرد. ایچیجو و شوشی دو پسر داشتند که هر دو امپراتورهای آینده بودند، و دختر سوم و چهارم میچیناگا با آنها ازدواج کردند: پسر بزرگ ایچیجو، امپراتور گو-ایچیجو با دختر سوم ازدواج کرد، فوجیوارا نو ایشی (امپراتریس)؛ و پسر دوم ایچیجو، امپراتور گو-سوزاکو با دختر ششم، فوجیوارا نو کیشی (همسر گو-سوزاکو) ازدواج کرد.
میچیناگا با ایجاد اتحاد با خاندان‌های جنگجوی قدرتمند، به ویژه خاندان میناموتو (یا به‌طور خاص تر سیوا گنجی) قدرت خود را بیشتر تقویت کرد، همان‌طور که با این واقعیت که هر دو همسرش میناموتو بودند نشان داد. میناموتو نو یوری‌میتسو و میناموتو نو یورینوبو دو فرمانده اصلی او بودند: آنها وفادار و مؤثر بودند تا جایی که دشمنانشان آنها را «سگ‌های دونده» فوجی‌وارا نامیدند. حمایت این جنگجویان قدرتمند به این معنی بود که میچیناگا می‌تواند دشمنانش را با خشونت تهدید کند، چیزی که آنها قادر به پاسخگویی به آن نبودند - حتی اگر میچیناگا بخواهد به آنها حمله کند.
واضح است که میچیناگا تمام شخصیت‌های مهم امپراتوری زمان خود را کنترل یا تحت تأثیر قرار داده است. به همین دلیل بود که میچیناگا هرگز رسماً عنوان کانپاکو (نایب‌السلطنه امپراتور بزرگسال) را نداشت - او قبلاً دارای قدرتی بود که این عنوان داشت. برتری میچیناگا در زمان حیاتش با این واقعیت نشان می‌دهد که در سال ۱۰۱۱ به او امتیاز رفت و آمد به دربار با گاری گاو داده شد. (در طول دوره هی‌آن در ژاپن، این وسیله نقلیه رایج برای اشراف بود، اما قبل از دوره هی آن، به عنوان «وسیله نقلیه امپراتور» تعیین شد (حتی پس از دوره هی آن، فقط امپراتور مجاز به سوار شدن به گاری گاو با کالسکه اختصاصی «کالسکه فرشته با تزئینات ققنوس در پشت بام». بود) در همان سال، پسر دوم ایچیجو، آتسوناری، به عنوان ولیعهد معرفی شد. پسر ارشد امپراتور سانجو، آتسواکیرا، از قبل وارث چنین عنوانی بود، اما میچیناگا از موقعیت قدرتمند خود استفاده کرد تا ولیعهد را مجبور به استعفا کند. میچیناگا برای جلوگیری از دشمنی آتسواکیرا، پنجمین دخترش، کانشی را به ازدواج او درآورد.
در طول سلطنت امپراتور سانجو به عنوان امپراتور، او و میچیناگا اغلب با هم درگیر می‌شدند. در نتیجه، میچیناگا تلاش کرد تا امپراتور سانجو را برای بازنشستگی تحت فشار قرار دهد. در سال ۱۰۱۶ او سرانجام موفق شد. برای مدتی بین سال‌های ۱۰۱۶–۱۰۱۷ در دوران خردسالی امپراتور گو-ایچیجو میچیناگا به عنوان سشو (نایب‌السلطنه امپراتور کودک) حکومت می‌کرد. او برای مدت کوتاهی (۱۰۱۷–۱۰۱۸) در ماه پایانی ۱۰۱۷ صدراعظم شد و در ماه دوم سال بعد استعفا داد. یک ماه پس از استعفا، او همچنین از سمت سسشو به نفع فوجیوارا نو یوریمیچی، پسر بزرگش استعفا داد. او در سال ۱۰۱۹ در معبد هوجو-جی که خود ساخته بود راهب شد. او نام دارما «گبوکان» (行観) را  انتخاب کرد که بعداً به «گیوکاکو» Gyōkaku (行覚) تغییر یافت.

## مرگ و میراث
در ۳ ژانویه ۱۰۲۸، میچیناگا در سن شصت و دو سالگی درگذشت. گفته می‌شود که در بستر مرگ، آمیتابه را صدا زد و خواستار ورود به بهشت شد. دفتر خاطرات روزانه، دفتر خاطرات میدو کانپاکو بر جا گذاشته است که حاصل ۲۳ سال نوشتن هر روزه است. این یک منبع مهم اطلاعاتی دربارهٔ دربار هی‌آن در اوج قدرت خاندان فوجیوارا است، اگرچه تا حدودی تحت الشعاع داستان گنجی اثر موراساکی شیکیبو و کتاب بالش سی شوناگون قرار دارد. در «داستان گنجی» گمان می‌رود که شخصیت هیکارو گنجی در داستان تا حدودی بر اساس میچیناگا و همچنین کوره‌چیکا است.

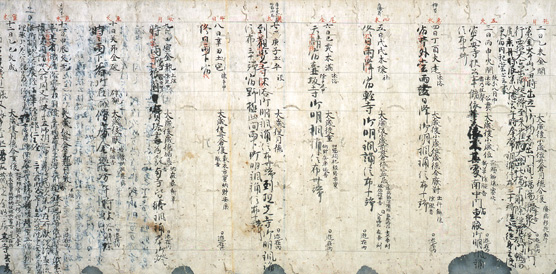
بخشی از دفتر خاطرات شخصی میچیناگا با دست خط خودش — متن نشان داده شده از مجلد مربوط به سال‌های ۹۹۸ تا ۱۰۲۱ است که به عنوان گنجینه ملی ژاپن در دسته اسناد باستانی تعیین شده است.

گفته می‌شود که میچیناگا فوجیوارا مسن‌ترین بیمار دیابتی ثبت شده در ژاپن است و علت مرگ وی دیابت اعلام شده است. دیابت بیماری است که در آن سطح قند در خون افزایش می‌یابد. دلایل آن با ورزش نکردن، پرخوری، استرس و ژنتیک در ارتباط است. رژیم غذایی اشراف در دوره هی‌آن بسیار مجلل بود که شامل انبوهی از برنج سفید، ساکه، میوه و شیرینی سرخ شده بود و نسبت به کربوهیدرات‌ها تعصب داشت. همچنین این احتمال وجود دارد که آنها مستعد عدم ورزش بودند. علاوه بر این، فوجیوارا نو میچیناگا در بحبوحه جنگ قدرت بود و گمان می‌رود که تحت استرس بوده است. بر اساس سوابق، میچیناگا فوجیوارا علائمی از جمله اختلال در بینایی، تشنگی، کاهش وزن، درد قفسه سینه و تومور بزرگ در پشت خود را نشان می‌دهد که می‌توان آن را دیابت فرض کرد. به ویژه در مورد تومور پشت او در انتهای آن، ممکن است عفونت پوستی بوده باشد، زیرا دیابتی‌ها بیشتر مستعد عفونت هستند و گفته می‌شود که این علامت منجر به سپتیسمی شده و در نهایت بر اثر نارسایی چند عضوی فوت کرده است. . وجود دارد. همچنین گفته می‌شود که خویشاوندان خونی فوجیوارا میچیناگا نیز دیابت داشتند و گمان می‌رود عوامل ژنتیکی نیز در این امر دخیل باشند.

## ارتباط با موراساکی شیکیبو
این نظریه وجود داشته است که فوجی‌وارا نو میچیناگا و موراساکی شیکیبو، نویسنده داستان گنجی، عاشق یکدیگر بودند (به عبارتی شیکیبو همسر غیر اصلی میچیناگا بود).
به عنوان مثال، مورخ فومی تسونودا (استاد سابق دانشگاه شهر اوساکا) می می‌گوید: ب «سیار طبیعی است که فرض کنیم میچیناگا قصد داشت موراساکی شیکیبو را معشوقه و همسر غیر اصلی خود کند و سپس او را به عنوان بانوی مورد اعتماد در دربار تبدیل کند.» او عقیده دارد که «این باید یک فرض معقول در نظر گرفته شود.»
چهار زن دیگری که میچیناگا به عنوان سوکوشیتسو (زن غیر اصلی) خود انتخاب کرد، دختران چهارم و پنجم فوجیوارا نو تامه‌میتسو، دختر میناموتو نو شیگه‌میتسو و زنی به نام «دایناگون» بودند. وجه مشترک همه آنها این بود که از نظر خونی با خانواده میچیناگا نسبت نزدیک داشتند. آنها زنان میانسالی بیوه و بانوی درباری بودند که به دختر میچیناگا یا شاهزاده خدمت می‌کردند. آقای تسونودا معتقد است که این موضوع در مورد شیکیبو نیز صدق می‌کند و چون او به میچیناگا علاقه داشت، این دو (میچیناگا و شیکیبو) رابطهٔ زن و مرد داشتند.
از طرف دیگر در دفتر خاطرات شیکیبو آمده است که شخصی (احتمالاً میچیناگا) یک شب در حالی که در واتاری دونو خوابیده بود به ملاقات او رفت. در اتاق او را زد، اما شیکیبو در را باز نکرد. شیکیبو چنان از این در زدن ترسید که لال ماند و تمام شب را بیدار ماند. مشخص نیست که در نهایت شیکیبو چگونه به میچیناگا پاسخ داد، اما او در دفتر خاطرات خود نوشته است که «نگران نباش، هیچ‌کدام از ما رابطه پنهانی نخواهیم داشت.» که پس از حادثه کوبیدن در توصیف می‌شود. بنابر تفسیر ای جمله‌ها به نظر نمی‌رسد که پیشرفتی در رابطه بین میچیناگا و شیکیبو وجود داشته باشد.

## شخصیت
میچیناگا به یک سوارکار ماهر و کماندار معروف بود و او را شجاع می‌دانستند. دوستانش شعر او را می‌ستودند و او به داشتن خویشتن‌داری قوی مشهور بود. او به وضوح درک قابل توجهی از مردم و قلب انسان، با توجه به موفقیت دسیسه‌هایش داشت.
او ذوق تجمل و تجمل داشت، مهمانی‌ها و سرگرمی‌های بی‌نظیر برگزار می‌کرد، هر چند با این وجود تواضع ذوق‌آلود که مشخصه دوره هی آن بود، اداره می‌شد. با این حال، زیاده‌روی او هدفی داشت - ثروت و قدرت خاندان فوجی‌وارا را آشکارا نشان داد، متحدان را تحت تأثیر قرار داد و رقبا را مرعوب کرد.
میچیناگا ممکن است با توجه به مخارج هنگفتی که برای زیارتگاه‌ها و معابد انجام داده است، وارسته بوده باشد، اگرچه این ممکن است جلوه دیگری از افراط در نشان دادن قدرت خاندان باشد. از سوی دیگر، او به شدت درباریان را که از تشریفات شینتو غفلت می‌کردند، سرزنش می‌کرد. او از پیروان فداکار سوره نیلوفر بود. در نسخه او کلمات با طلا تزئین شده بود. هنگامی که بوداگرایی پاک‌بوم در دوران حکومت خود شروع به رشد و توسعه کرد، میچیناگا از آموزه‌های آن حمایت کرد و آن را پذیرفت.
میچیناگا به دستاوردهای خود افتخار می‌کرد، همان‌طور که در شعر او نشان داده شده است، «موچیزوکی نو اوتا» (望月の歌) (شعر کامل ماه)، که او در سال ۱۰۱۸ در یک مهمانی برای جشن تبدیل شدن ایشی به چوگو به گو-ایچیجو سروده است: «این دنیا، فکر می‌کنم/ واقعاً دنیای من است. / مثل ماه کامل می‌درخشم، / بدون اینکه پوشیده از هر ابری باشم.»

## تبارشناسی

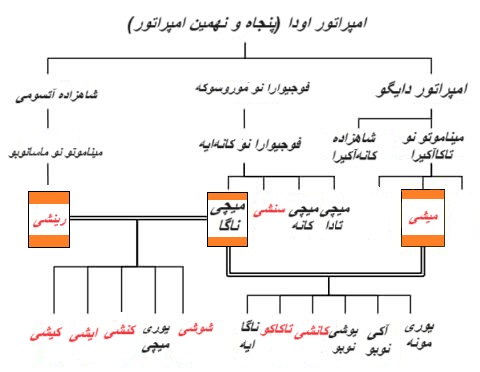
فرزندان خانواده میچیناگا از دو همسر او میناموتو نو رینشی و میناموتو نو میشی

او با میناموتو نو رینشی (میچیکو) (源倫子)، دختر سادایجین میناموتو نو ماسانوبو ازدواج کرد. آنها شش فرزند داشتند.
- امپراتریس شوشی (彰子) (جوتومون این-، 上東門院) (۹۸۸–۱۰۷۴) – همسر امپراتور ایچیجو.
- فوجیوارا نو یوریمیچی (頼通) (۹۹۲–۱۰۷۴) - نایب‌السلطنه برای امپراتور گو-ایچیجو، امپراتور گو-سوزاکو و امپراتور گو-ریزی.
- فوجیوارا نو کنشی (妍子) (۹۹۴–۱۰۲۷) – همسر امپراتور سانجو.
- فوجیوارا نو نوریمیچی (教通) (۹۹۶–۱۰۷۵) – نایب‌السلطنه برای امپراتور گو-سانجو و امپراتور شیراکاوا.
- فوجیوارا نو ایشی (威子) (۹۹۹–۱۰۳۶) – همسر امپراتور گو-ایچیجو، پسر امپراتریس شوشی و خواهرزادهٔ خود.
- فوجیوارا نو کیشی (همسر گو-سوزاکو) (嬉子) (۱۰۰۷–۱۰۲۵) - همسر ولیعهد آتسوناگا (بعدها امپراتور گو-سوزاکو، پسر امپراتریس شوشی و خواهرزادهٔ خود).

او همچنین با میناموتو نو میشی (源明子)، دختر سادایجین میناموتو نو تاکاآکیرا ازدواج کرد. آنها شش فرزند داشتند.
- یوریمونه (頼宗) (۹۹۳–۱۰۶۵) - اودایجین وزیر راست.
- آکی نوبو (顕信) (۹۹۴–۱۰۲۷) - او در سن ۱۹ سالگی راهب شد.
- یوشی نوبو (能信) (۹۹۵–۱۰۶۵) – گون-نو-دایناگون.
- کانشی (寛子) (۹۹۹–۱۰۲۵) - همسر شاهزاده امپراتوری آتسوآکیرا (کو-ایچیجو-این).
- تاکاکو (尊子) (۱۰۰۳؟ –۱۰۸۷؟) - ازدواج با میناموتو نو موروفوسا.
- ناگاایه (長家) (۱۰۰۵–۱۰۶۴) - گون-نو-دایناگون.

همسران غیر اصلی یا سوکوشیتسو:
- هم‌بالینی، دختر میناموتو نو سوکه‌نوری (源扶義)
- هم‌بالینی، دختر میناموتو نو شیگه‌میتسو (源重光) نام هفتمین پسر چوشین ja:長信
- هم‌بالینی، فوجیوارا نو تاکه‌کو چهارمین دختر فوجیوارا نو تامه‌میتسو
- پنجمین دختر فوجیوارا نو تامه‌میتسو

## شجره نامه و ارتباط زنان خانواده میچیناگا با خاندان امپراتوری
|  |  | فوجیوارا نو کائیشی ۹۴۵–۹۷۵    | فوجیوارا نو کائیشی ۹۴۵–۹۷۵    | فوجیوارا نو کائیشی ۹۴۵–۹۷۵    | فوجیوارا نو کائیشی ۹۴۵–۹۷۵    | فوجیوارا نو کائیشی ۹۴۵–۹۷۵    | فوجیوارا نو کائیشی ۹۴۵–۹۷۵    |  |  | نوری‌هیرا ۹۵۰–۱۰۱۱ امپراتور ری‌زی ۹۶۷–۹۶۹(63)  | نوری‌هیرا ۹۵۰–۱۰۱۱ امپراتور ری‌زی ۹۶۷–۹۶۹(63)  | نوری‌هیرا ۹۵۰–۱۰۱۱ امپراتور ری‌زی ۹۶۷–۹۶۹(63)  | نوری‌هیرا ۹۵۰–۱۰۱۱ امپراتور ری‌زی ۹۶۷–۹۶۹(63)  | نوری‌هیرا ۹۵۰–۱۰۱۱ امپراتور ری‌زی ۹۶۷–۹۶۹(63)  | نوری‌هیرا ۹۵۰–۱۰۱۱ امپراتور ری‌زی ۹۶۷–۹۶۹(63)  |                       |                       | شاهدخت ماساکو ۹۵۰–۱۰۰۰   | شاهدخت ماساکو ۹۵۰–۱۰۰۰   | شاهدخت ماساکو ۹۵۰–۱۰۰۰   | شاهدخت ماساکو ۹۵۰–۱۰۰۰   | شاهدخت ماساکو ۹۵۰–۱۰۰۰   | شاهدخت ماساکو ۹۵۰–۱۰۰۰   |  |  |                                                                     |                                                                     |                                                                     |                                                                     |                                                                     |                                                                     |  |  | فوجیوارا نو چوشی خواهر میچیناگا c.۹۵۴–۹۸۲           | فوجیوارا نو چوشی خواهر میچیناگا c.۹۵۴–۹۸۲           | فوجیوارا نو چوشی خواهر میچیناگا c.۹۵۴–۹۸۲           | فوجیوارا نو چوشی خواهر میچیناگا c.۹۵۴–۹۸۲           | فوجیوارا نو چوشی خواهر میچیناگا c.۹۵۴–۹۸۲           | فوجیوارا نو چوشی خواهر میچیناگا c.۹۵۴–۹۸۲           |  |  | موری‌‌هیتو ۹۵۹–۹۹۱ امپراتور انیو ۹۶۹–۹۸۴(64)        | موری‌‌هیتو ۹۵۹–۹۹۱ امپراتور انیو ۹۶۹–۹۸۴(64)        | موری‌‌هیتو ۹۵۹–۹۹۱ امپراتور انیو ۹۶۹–۹۸۴(64)        | موری‌‌هیتو ۹۵۹–۹۹۱ امپراتور انیو ۹۶۹–۹۸۴(64)        | موری‌‌هیتو ۹۵۹–۹۹۱ امپراتور انیو ۹۶۹–۹۸۴(64)        | موری‌‌هیتو ۹۵۹–۹۹۱ امپراتور انیو ۹۶۹–۹۸۴(64)        |  |  | فوجیوارا نو سنشی خواهر میچیناگا ۹۶۲-۱۰۰۲            | فوجیوارا نو سنشی خواهر میچیناگا ۹۶۲-۱۰۰۲            | فوجیوارا نو سنشی خواهر میچیناگا ۹۶۲-۱۰۰۲            | فوجیوارا نو سنشی خواهر میچیناگا ۹۶۲-۱۰۰۲            | فوجیوارا نو سنشی خواهر میچیناگا ۹۶۲-۱۰۰۲            | فوجیوارا نو سنشی خواهر میچیناگا ۹۶۲-۱۰۰۲            |  |  | فوجیوارا نو میچیناگا ۹۶۶–۱۰۲۸                                             | فوجیوارا نو میچیناگا ۹۶۶–۱۰۲۸                                             | فوجیوارا نو میچیناگا ۹۶۶–۱۰۲۸                                             | فوجیوارا نو میچیناگا ۹۶۶–۱۰۲۸                                             | فوجیوارا نو میچیناگا ۹۶۶–۱۰۲۸                                             | فوجیوارا نو میچیناگا ۹۶۶–۱۰۲۸                                             |  |  | میناموتو نو رینشی همسر ارشد میچیناگا ۹۶۴–۱۰۵۳                              | میناموتو نو رینشی همسر ارشد میچیناگا ۹۶۴–۱۰۵۳                              | میناموتو نو رینشی همسر ارشد میچیناگا ۹۶۴–۱۰۵۳                              | میناموتو نو رینشی همسر ارشد میچیناگا ۹۶۴–۱۰۵۳                              | میناموتو نو رینشی همسر ارشد میچیناگا ۹۶۴–۱۰۵۳                              | میناموتو نو رینشی همسر ارشد میچیناگا ۹۶۴–۱۰۵۳                              |
|  |  | فوجیوارا نو کائیشی ۹۴۵–۹۷۵    | فوجیوارا نو کائیشی ۹۴۵–۹۷۵    | فوجیوارا نو کائیشی ۹۴۵–۹۷۵    | فوجیوارا نو کائیشی ۹۴۵–۹۷۵    | فوجیوارا نو کائیشی ۹۴۵–۹۷۵    | فوجیوارا نو کائیشی ۹۴۵–۹۷۵    |  |  | نوری‌هیرا ۹۵۰–۱۰۱۱ امپراتور ری‌زی ۹۶۷–۹۶۹(63)  | نوری‌هیرا ۹۵۰–۱۰۱۱ امپراتور ری‌زی ۹۶۷–۹۶۹(63)  | نوری‌هیرا ۹۵۰–۱۰۱۱ امپراتور ری‌زی ۹۶۷–۹۶۹(63)  | نوری‌هیرا ۹۵۰–۱۰۱۱ امپراتور ری‌زی ۹۶۷–۹۶۹(63)  | نوری‌هیرا ۹۵۰–۱۰۱۱ امپراتور ری‌زی ۹۶۷–۹۶۹(63)  | نوری‌هیرا ۹۵۰–۱۰۱۱ امپراتور ری‌زی ۹۶۷–۹۶۹(63)  |                       |                       | شاهدخت ماساکو ۹۵۰–۱۰۰۰   | شاهدخت ماساکو ۹۵۰–۱۰۰۰   | شاهدخت ماساکو ۹۵۰–۱۰۰۰   | شاهدخت ماساکو ۹۵۰–۱۰۰۰   | شاهدخت ماساکو ۹۵۰–۱۰۰۰   | شاهدخت ماساکو ۹۵۰–۱۰۰۰   |  |  |                                                                     |                                                                     |                                                                     |                                                                     |                                                                     |                                                                     |  |  | فوجیوارا نو چوشی خواهر میچیناگا c.۹۵۴–۹۸۲           | فوجیوارا نو چوشی خواهر میچیناگا c.۹۵۴–۹۸۲           | فوجیوارا نو چوشی خواهر میچیناگا c.۹۵۴–۹۸۲           | فوجیوارا نو چوشی خواهر میچیناگا c.۹۵۴–۹۸۲           | فوجیوارا نو چوشی خواهر میچیناگا c.۹۵۴–۹۸۲           | فوجیوارا نو چوشی خواهر میچیناگا c.۹۵۴–۹۸۲           |  |  | موری‌‌هیتو ۹۵۹–۹۹۱ امپراتور انیو ۹۶۹–۹۸۴(64)        | موری‌‌هیتو ۹۵۹–۹۹۱ امپراتور انیو ۹۶۹–۹۸۴(64)        | موری‌‌هیتو ۹۵۹–۹۹۱ امپراتور انیو ۹۶۹–۹۸۴(64)        | موری‌‌هیتو ۹۵۹–۹۹۱ امپراتور انیو ۹۶۹–۹۸۴(64)        | موری‌‌هیتو ۹۵۹–۹۹۱ امپراتور انیو ۹۶۹–۹۸۴(64)        | موری‌‌هیتو ۹۵۹–۹۹۱ امپراتور انیو ۹۶۹–۹۸۴(64)        |  |  | فوجیوارا نو سنشی خواهر میچیناگا ۹۶۲-۱۰۰۲            | فوجیوارا نو سنشی خواهر میچیناگا ۹۶۲-۱۰۰۲            | فوجیوارا نو سنشی خواهر میچیناگا ۹۶۲-۱۰۰۲            | فوجیوارا نو سنشی خواهر میچیناگا ۹۶۲-۱۰۰۲            | فوجیوارا نو سنشی خواهر میچیناگا ۹۶۲-۱۰۰۲            | فوجیوارا نو سنشی خواهر میچیناگا ۹۶۲-۱۰۰۲            |  |  | فوجیوارا نو میچیناگا ۹۶۶–۱۰۲۸                                             | فوجیوارا نو میچیناگا ۹۶۶–۱۰۲۸                                             | فوجیوارا نو میچیناگا ۹۶۶–۱۰۲۸                                             | فوجیوارا نو میچیناگا ۹۶۶–۱۰۲۸                                             | فوجیوارا نو میچیناگا ۹۶۶–۱۰۲۸                                             | فوجیوارا نو میچیناگا ۹۶۶–۱۰۲۸                                             |  |  | میناموتو نو رینشی همسر ارشد میچیناگا ۹۶۴–۱۰۵۳                              | میناموتو نو رینشی همسر ارشد میچیناگا ۹۶۴–۱۰۵۳                              | میناموتو نو رینشی همسر ارشد میچیناگا ۹۶۴–۱۰۵۳                              | میناموتو نو رینشی همسر ارشد میچیناگا ۹۶۴–۱۰۵۳                              | میناموتو نو رینشی همسر ارشد میچیناگا ۹۶۴–۱۰۵۳                              | میناموتو نو رینشی همسر ارشد میچیناگا ۹۶۴–۱۰۵۳                              |
|  |  |                               |                               |                               |                               |                               |                               |  |  |                                              |                                              |                                              |                                              |                                              |                                              |                       |                       |                          |                          |                          |                          |                          |                          |  |  |                                                                     |                                                                     |                                                                     |                                                                     |                                                                     |                                                                     |  |  |                                                     |                                                     |                                                     |                                                     |                                                     |                                                     |  |  |                                                   |                                                   |                                                   |                                                   |                                                   |                                                   |  |  |                                                     |                                                     |                                                     |                                                     |                                                     |                                                     |  |  |                                                                           |                                                                           |                                                                           |                                                                           |                                                                           |                                                                           |  |  |                                                                            |                                                                            |                                                                            |                                                                            |                                                                            |                                                                            |
|  |  |                               |                               |                               |                               |                               |                               |  |  |                                              |                                              |                                              |                                              |                                              |                                              |                       |                       |                          |                          |                          |                          |                          |                          |  |  |                                                                     |                                                                     |                                                                     |                                                                     |                                                                     |                                                                     |  |  |                                                     |                                                     |                                                     |                                                     |                                                     |                                                     |  |  |                                                   |                                                   |                                                   |                                                   |                                                   |                                                   |  |  |                                                     |                                                     |                                                     |                                                     |                                                     |                                                     |  |  |                                                                           |                                                                           |                                                                           |                                                                           |                                                                           |                                                                           |  |  |                                                                            |                                                                            |                                                                            |                                                                            |                                                                            |                                                                            |
|  |  |                               |                               |                               |                               |                               |                               |  |  |                                              |                                              |                                              |                                              |                                              |                                              |                       |                       |                          |                          |                          |                          |                          |                          |  |  |                                                                     |                                                                     |                                                                     |                                                                     |                                                                     |                                                                     |  |  |                                                     |                                                     |                                                     |                                                     |                                                     |                                                     |  |  |                                                   |                                                   |                                                   |                                                   |                                                   |                                                   |  |  |                                                     |                                                     |                                                     |                                                     |                                                     |                                                     |  |  |                                                                           |                                                                           |                                                                           |                                                                           |                                                                           |                                                                           |  |  |                                                                            |                                                                            |                                                                            |                                                                            |                                                                            |                                                                            |
|  |  |                               |                               |                               |                               |                               |                               |  |  |                                              |                                              |                                              |                                              |                                              |                                              |                       |                       |                          |                          |                          |                          |                          |                          |  |  |                                                                     |                                                                     |                                                                     |                                                                     |                                                                     |                                                                     |  |  |                                                     |                                                     |                                                     |                                                     |                                                     |                                                     |  |  |                                                   |                                                   |                                                   |                                                   |                                                   |                                                   |  |  |                                                     |                                                     |                                                     |                                                     |                                                     |                                                     |  |  |                                                                           |                                                                           |                                                                           |                                                                           |                                                                           |                                                                           |  |  |                                                                            |                                                                            |                                                                            |                                                                            |                                                                            |                                                                            |
|  |  | فوجیوارا نو سانه‌ناری ۹۷۵–۱۰۰۴ | فوجیوارا نو سانه‌ناری ۹۷۵–۱۰۰۴ | فوجیوارا نو سانه‌ناری ۹۷۵–۱۰۰۴ | فوجیوارا نو سانه‌ناری ۹۷۵–۱۰۰۴ | فوجیوارا نو سانه‌ناری ۹۷۵–۱۰۰۴ | فوجیوارا نو سانه‌ناری ۹۷۵–۱۰۰۴ |  |  | موروهادا ۹۶۸–۱۰۰۸ امپراتور کازان ۹۸۴–۹۸۶(65) | موروهادا ۹۶۸–۱۰۰۸ امپراتور کازان ۹۸۴–۹۸۶(65) | موروهادا ۹۶۸–۱۰۰۸ امپراتور کازان ۹۸۴–۹۸۶(65) | موروهادا ۹۶۸–۱۰۰۸ امپراتور کازان ۹۸۴–۹۸۶(65) | موروهادا ۹۶۸–۱۰۰۸ امپراتور کازان ۹۸۴–۹۸۶(65) | موروهادا ۹۶۸–۱۰۰۸ امپراتور کازان ۹۸۴–۹۸۶(65) |                       |                       | فوجیوارا نو سیشی۹۷۲–۱۰۲۵ | فوجیوارا نو سیشی۹۷۲–۱۰۲۵ | فوجیوارا نو سیشی۹۷۲–۱۰۲۵ | فوجیوارا نو سیشی۹۷۲–۱۰۲۵ | فوجیوارا نو سیشی۹۷۲–۱۰۲۵ | فوجیوارا نو سیشی۹۷۲–۱۰۲۵ |  |  | ایاسادا 976–1017 امپراتور سانجو ۱۰۱۱–۱۰۱۶(67)                       | ایاسادا 976–1017 امپراتور سانجو ۱۰۱۱–۱۰۱۶(67)                       | ایاسادا 976–1017 امپراتور سانجو ۱۰۱۱–۱۰۱۶(67)                       | ایاسادا 976–1017 امپراتور سانجو ۱۰۱۱–۱۰۱۶(67)                       | ایاسادا 976–1017 امپراتور سانجو ۱۰۱۱–۱۰۱۶(67)                       | ایاسادا 976–1017 امپراتور سانجو ۱۰۱۱–۱۰۱۶(67)                       |  |  | فوجیوارا نو کنشی دختر میچیناگا ۹۹۴–۱۰۲۷             | فوجیوارا نو کنشی دختر میچیناگا ۹۹۴–۱۰۲۷             | فوجیوارا نو کنشی دختر میچیناگا ۹۹۴–۱۰۲۷             | فوجیوارا نو کنشی دختر میچیناگا ۹۹۴–۱۰۲۷             | فوجیوارا نو کنشی دختر میچیناگا ۹۹۴–۱۰۲۷             | فوجیوارا نو کنشی دختر میچیناگا ۹۹۴–۱۰۲۷             |  |  | فوجیوارا نو شوشی دختر میچیناگا ا۹۸۸–۱۰۷۴          | فوجیوارا نو شوشی دختر میچیناگا ا۹۸۸–۱۰۷۴          | فوجیوارا نو شوشی دختر میچیناگا ا۹۸۸–۱۰۷۴          | فوجیوارا نو شوشی دختر میچیناگا ا۹۸۸–۱۰۷۴          | فوجیوارا نو شوشی دختر میچیناگا ا۹۸۸–۱۰۷۴          | فوجیوارا نو شوشی دختر میچیناگا ا۹۸۸–۱۰۷۴          |  |  | کانه‌هیتو ۹۸۰–۱۰۱۱ امپراتور ایچیجو ۹۸۶–۱۰۱۱(66)      | کانه‌هیتو ۹۸۰–۱۰۱۱ امپراتور ایچیجو ۹۸۶–۱۰۱۱(66)      | کانه‌هیتو ۹۸۰–۱۰۱۱ امپراتور ایچیجو ۹۸۶–۱۰۱۱(66)      | کانه‌هیتو ۹۸۰–۱۰۱۱ امپراتور ایچیجو ۹۸۶–۱۰۱۱(66)      | کانه‌هیتو ۹۸۰–۱۰۱۱ امپراتور ایچیجو ۹۸۶–۱۰۱۱(66)      | کانه‌هیتو ۹۸۰–۱۰۱۱ امپراتور ایچیجو ۹۸۶–۱۰۱۱(66)      |  |  | فوجیوارا نو تیشی برادزاده میچیناگا ۹۷۷–۱۰۰۱                               | فوجیوارا نو تیشی برادزاده میچیناگا ۹۷۷–۱۰۰۱                               | فوجیوارا نو تیشی برادزاده میچیناگا ۹۷۷–۱۰۰۱                               | فوجیوارا نو تیشی برادزاده میچیناگا ۹۷۷–۱۰۰۱                               | فوجیوارا نو تیشی برادزاده میچیناگا ۹۷۷–۱۰۰۱                               | فوجیوارا نو تیشی برادزاده میچیناگا ۹۷۷–۱۰۰۱                               |  |  |                                                                            |                                                                            |                                                                            |                                                                            |                                                                            |                                                                            |
|  |  | فوجیوارا نو سانه‌ناری ۹۷۵–۱۰۰۴ | فوجیوارا نو سانه‌ناری ۹۷۵–۱۰۰۴ | فوجیوارا نو سانه‌ناری ۹۷۵–۱۰۰۴ | فوجیوارا نو سانه‌ناری ۹۷۵–۱۰۰۴ | فوجیوارا نو سانه‌ناری ۹۷۵–۱۰۰۴ | فوجیوارا نو سانه‌ناری ۹۷۵–۱۰۰۴ |  |  | موروهادا ۹۶۸–۱۰۰۸ امپراتور کازان ۹۸۴–۹۸۶(65) | موروهادا ۹۶۸–۱۰۰۸ امپراتور کازان ۹۸۴–۹۸۶(65) | موروهادا ۹۶۸–۱۰۰۸ امپراتور کازان ۹۸۴–۹۸۶(65) | موروهادا ۹۶۸–۱۰۰۸ امپراتور کازان ۹۸۴–۹۸۶(65) | موروهادا ۹۶۸–۱۰۰۸ امپراتور کازان ۹۸۴–۹۸۶(65) | موروهادا ۹۶۸–۱۰۰۸ امپراتور کازان ۹۸۴–۹۸۶(65) |                       |                       | فوجیوارا نو سیشی۹۷۲–۱۰۲۵ | فوجیوارا نو سیشی۹۷۲–۱۰۲۵ | فوجیوارا نو سیشی۹۷۲–۱۰۲۵ | فوجیوارا نو سیشی۹۷۲–۱۰۲۵ | فوجیوارا نو سیشی۹۷۲–۱۰۲۵ | فوجیوارا نو سیشی۹۷۲–۱۰۲۵ |  |  | ایاسادا 976–1017 امپراتور سانجو ۱۰۱۱–۱۰۱۶(67)                       | ایاسادا 976–1017 امپراتور سانجو ۱۰۱۱–۱۰۱۶(67)                       | ایاسادا 976–1017 امپراتور سانجو ۱۰۱۱–۱۰۱۶(67)                       | ایاسادا 976–1017 امپراتور سانجو ۱۰۱۱–۱۰۱۶(67)                       | ایاسادا 976–1017 امپراتور سانجو ۱۰۱۱–۱۰۱۶(67)                       | ایاسادا 976–1017 امپراتور سانجو ۱۰۱۱–۱۰۱۶(67)                       |  |  | فوجیوارا نو کنشی دختر میچیناگا ۹۹۴–۱۰۲۷             | فوجیوارا نو کنشی دختر میچیناگا ۹۹۴–۱۰۲۷             | فوجیوارا نو کنشی دختر میچیناگا ۹۹۴–۱۰۲۷             | فوجیوارا نو کنشی دختر میچیناگا ۹۹۴–۱۰۲۷             | فوجیوارا نو کنشی دختر میچیناگا ۹۹۴–۱۰۲۷             | فوجیوارا نو کنشی دختر میچیناگا ۹۹۴–۱۰۲۷             |  |  | فوجیوارا نو شوشی دختر میچیناگا ا۹۸۸–۱۰۷۴          | فوجیوارا نو شوشی دختر میچیناگا ا۹۸۸–۱۰۷۴          | فوجیوارا نو شوشی دختر میچیناگا ا۹۸۸–۱۰۷۴          | فوجیوارا نو شوشی دختر میچیناگا ا۹۸۸–۱۰۷۴          | فوجیوارا نو شوشی دختر میچیناگا ا۹۸۸–۱۰۷۴          | فوجیوارا نو شوشی دختر میچیناگا ا۹۸۸–۱۰۷۴          |  |  | کانه‌هیتو ۹۸۰–۱۰۱۱ امپراتور ایچیجو ۹۸۶–۱۰۱۱(66)      | کانه‌هیتو ۹۸۰–۱۰۱۱ امپراتور ایچیجو ۹۸۶–۱۰۱۱(66)      | کانه‌هیتو ۹۸۰–۱۰۱۱ امپراتور ایچیجو ۹۸۶–۱۰۱۱(66)      | کانه‌هیتو ۹۸۰–۱۰۱۱ امپراتور ایچیجو ۹۸۶–۱۰۱۱(66)      | کانه‌هیتو ۹۸۰–۱۰۱۱ امپراتور ایچیجو ۹۸۶–۱۰۱۱(66)      | کانه‌هیتو ۹۸۰–۱۰۱۱ امپراتور ایچیجو ۹۸۶–۱۰۱۱(66)      |  |  | فوجیوارا نو تیشی برادزاده میچیناگا ۹۷۷–۱۰۰۱                               | فوجیوارا نو تیشی برادزاده میچیناگا ۹۷۷–۱۰۰۱                               | فوجیوارا نو تیشی برادزاده میچیناگا ۹۷۷–۱۰۰۱                               | فوجیوارا نو تیشی برادزاده میچیناگا ۹۷۷–۱۰۰۱                               | فوجیوارا نو تیشی برادزاده میچیناگا ۹۷۷–۱۰۰۱                               | فوجیوارا نو تیشی برادزاده میچیناگا ۹۷۷–۱۰۰۱                               |  |  |                                                                            |                                                                            |                                                                            |                                                                            |                                                                            |                                                                            |
|  |  |                               |                               |                               |                               |                               |                               |  |  |                                              |                                              |                                              |                                              |                                              |                                              |                       |                       |                          |                          |                          |                          |                          |                          |  |  |                                                                     |                                                                     |                                                                     |                                                                     |                                                                     |                                                                     |  |  |                                                     |                                                     |                                                     |                                                     |                                                     |                                                     |  |  |                                                   |                                                   |                                                   |                                                   |                                                   |                                                   |  |  |                                                     |                                                     |                                                     |                                                     |                                                     |                                                     |  |  |                                                                           |                                                                           |                                                                           |                                                                           |                                                                           |                                                                           |  |  |                                                                            |                                                                            |                                                                            |                                                                            |                                                                            |                                                                            |
|  |  |                               |                               |                               |                               |                               |                               |  |  |                                              |                                              |                                              |                                              |                                              |                                              |                       |                       |                          |                          |                          |                          |                          |                          |  |  |                                                                     |                                                                     |                                                                     |                                                                     |                                                                     |                                                                     |  |  |                                                     |                                                     |                                                     |                                                     |                                                     |                                                     |  |  |                                                   |                                                   |                                                   |                                                   |                                                   |                                                   |  |  |                                                     |                                                     |                                                     |                                                     |                                                     |                                                     |  |  |                                                                           |                                                                           |                                                                           |                                                                           |                                                                           |                                                                           |  |  |                                                                            |                                                                            |                                                                            |                                                                            |                                                                            |                                                                            |
|  |  |                               |                               |                               |                               |                               |                               |  |  |                                              |                                              |                                              |                                              |                                              |                                              |                       |                       |                          |                          |                          |                          |                          |                          |  |  |                                                                     |                                                                     |                                                                     |                                                                     |                                                                     |                                                                     |  |  |                                                     |                                                     |                                                     |                                                     |                                                     |                                                     |  |  |                                                   |                                                   |                                                   |                                                   |                                                   |                                                   |  |  |                                                     |                                                     |                                                     |                                                     |                                                     |                                                     |  |  |                                                                           |                                                                           |                                                                           |                                                                           |                                                                           |                                                                           |  |  |                                                                            |                                                                            |                                                                            |                                                                            |                                                                            |                                                                            |
|  |  |                               |                               |                               |                               |                               |                               |  |  |                                              |                                              |                                              |                                              |                                              |                                              |                       |                       |                          |                          |                          |                          |                          |                          |  |  |                                                                     |                                                                     |                                                                     |                                                                     |                                                                     |                                                                     |  |  |                                                     |                                                     |                                                     |                                                     |                                                     |                                                     |  |  |                                                   |                                                   |                                                   |                                                   |                                                   |                                                   |  |  |                                                     |                                                     |                                                     |                                                     |                                                     |                                                     |  |  |                                                                           |                                                                           |                                                                           |                                                                           |                                                                           |                                                                           |  |  |                                                                            |                                                                            |                                                                            |                                                                            |                                                                            |                                                                            |
|  |  | فوجیوارا نو کینناری           | فوجیوارا نو کینناری           | فوجیوارا نو کینناری           | فوجیوارا نو کینناری           | فوجیوارا نو کینناری           | فوجیوارا نو کینناری           |  |  |                                              |                                              |                                              |                                              | شاهدخت تیشی ۱۰۱۳–۱۰۹۴                        | شاهدخت تیشی ۱۰۱۳–۱۰۹۴                        | شاهدخت تیشی ۱۰۱۳–۱۰۹۴ | شاهدخت تیشی ۱۰۱۳–۱۰۹۴ | شاهدخت تیشی ۱۰۱۳–۱۰۹۴    | شاهدخت تیشی ۱۰۱۳–۱۰۹۴    |                          |                          |                          |                          |  |  | فوجیوارا نو گنشی دختر شاهزاده آتسویاسو نوه برادر میچیناگا ۱۰۱۶–۱۰۳۹ | فوجیوارا نو گنشی دختر شاهزاده آتسویاسو نوه برادر میچیناگا ۱۰۱۶–۱۰۳۹ | فوجیوارا نو گنشی دختر شاهزاده آتسویاسو نوه برادر میچیناگا ۱۰۱۶–۱۰۳۹ | فوجیوارا نو گنشی دختر شاهزاده آتسویاسو نوه برادر میچیناگا ۱۰۱۶–۱۰۳۹ | فوجیوارا نو گنشی دختر شاهزاده آتسویاسو نوه برادر میچیناگا ۱۰۱۶–۱۰۳۹ | فوجیوارا نو گنشی دختر شاهزاده آتسویاسو نوه برادر میچیناگا ۱۰۱۶–۱۰۳۹ |  |  | آتسوناگا ۱۰۰۹–۱۰۴۵ امپراتور گو-سوزاکو ۱۰۳۶–۱۰۴۵(69) | آتسوناگا ۱۰۰۹–۱۰۴۵ امپراتور گو-سوزاکو ۱۰۳۶–۱۰۴۵(69) | آتسوناگا ۱۰۰۹–۱۰۴۵ امپراتور گو-سوزاکو ۱۰۳۶–۱۰۴۵(69) | آتسوناگا ۱۰۰۹–۱۰۴۵ امپراتور گو-سوزاکو ۱۰۳۶–۱۰۴۵(69) | آتسوناگا ۱۰۰۹–۱۰۴۵ امپراتور گو-سوزاکو ۱۰۳۶–۱۰۴۵(69) | آتسوناگا ۱۰۰۹–۱۰۴۵ امپراتور گو-سوزاکو ۱۰۳۶–۱۰۴۵(69) |  |  | فوجیوارا نو کیشی دختر میچیناگا ۱۰۰۷–۱۰۲۵          | فوجیوارا نو کیشی دختر میچیناگا ۱۰۰۷–۱۰۲۵          | فوجیوارا نو کیشی دختر میچیناگا ۱۰۰۷–۱۰۲۵          | فوجیوارا نو کیشی دختر میچیناگا ۱۰۰۷–۱۰۲۵          | فوجیوارا نو کیشی دختر میچیناگا ۱۰۰۷–۱۰۲۵          | فوجیوارا نو کیشی دختر میچیناگا ۱۰۰۷–۱۰۲۵          |  |  | آتسوهیرا ۱۰۰۸–۱۰۳۶ امپراتور گو-ایچیجو ۱۰۱۶–۱۰۳۶(68) | آتسوهیرا ۱۰۰۸–۱۰۳۶ امپراتور گو-ایچیجو ۱۰۱۶–۱۰۳۶(68) | آتسوهیرا ۱۰۰۸–۱۰۳۶ امپراتور گو-ایچیجو ۱۰۱۶–۱۰۳۶(68) | آتسوهیرا ۱۰۰۸–۱۰۳۶ امپراتور گو-ایچیجو ۱۰۱۶–۱۰۳۶(68) | آتسوهیرا ۱۰۰۸–۱۰۳۶ امپراتور گو-ایچیجو ۱۰۱۶–۱۰۳۶(68) | آتسوهیرا ۱۰۰۸–۱۰۳۶ امپراتور گو-ایچیجو ۱۰۱۶–۱۰۳۶(68) |  |  | فوجیوارا نو ایشی دختر میچیناگا ۹۹۹–۱۰۳۶                                   | فوجیوارا نو ایشی دختر میچیناگا ۹۹۹–۱۰۳۶                                   | فوجیوارا نو ایشی دختر میچیناگا ۹۹۹–۱۰۳۶                                   | فوجیوارا نو ایشی دختر میچیناگا ۹۹۹–۱۰۳۶                                   | فوجیوارا نو ایشی دختر میچیناگا ۹۹۹–۱۰۳۶                                   | فوجیوارا نو ایشی دختر میچیناگا ۹۹۹–۱۰۳۶                                   |  |  |                                                                            |                                                                            |                                                                            |                                                                            |                                                                            |                                                                            |
|  |  | فوجیوارا نو کینناری           | فوجیوارا نو کینناری           | فوجیوارا نو کینناری           | فوجیوارا نو کینناری           | فوجیوارا نو کینناری           | فوجیوارا نو کینناری           |  |  |                                              |                                              |                                              |                                              | شاهدخت تیشی ۱۰۱۳–۱۰۹۴                        | شاهدخت تیشی ۱۰۱۳–۱۰۹۴                        | شاهدخت تیشی ۱۰۱۳–۱۰۹۴ | شاهدخت تیشی ۱۰۱۳–۱۰۹۴ | شاهدخت تیشی ۱۰۱۳–۱۰۹۴    | شاهدخت تیشی ۱۰۱۳–۱۰۹۴    |                          |                          |                          |                          |  |  | فوجیوارا نو گنشی دختر شاهزاده آتسویاسو نوه برادر میچیناگا ۱۰۱۶–۱۰۳۹ | فوجیوارا نو گنشی دختر شاهزاده آتسویاسو نوه برادر میچیناگا ۱۰۱۶–۱۰۳۹ | فوجیوارا نو گنشی دختر شاهزاده آتسویاسو نوه برادر میچیناگا ۱۰۱۶–۱۰۳۹ | فوجیوارا نو گنشی دختر شاهزاده آتسویاسو نوه برادر میچیناگا ۱۰۱۶–۱۰۳۹ | فوجیوارا نو گنشی دختر شاهزاده آتسویاسو نوه برادر میچیناگا ۱۰۱۶–۱۰۳۹ | فوجیوارا نو گنشی دختر شاهزاده آتسویاسو نوه برادر میچیناگا ۱۰۱۶–۱۰۳۹ |  |  | آتسوناگا ۱۰۰۹–۱۰۴۵ امپراتور گو-سوزاکو ۱۰۳۶–۱۰۴۵(69) | آتسوناگا ۱۰۰۹–۱۰۴۵ امپراتور گو-سوزاکو ۱۰۳۶–۱۰۴۵(69) | آتسوناگا ۱۰۰۹–۱۰۴۵ امپراتور گو-سوزاکو ۱۰۳۶–۱۰۴۵(69) | آتسوناگا ۱۰۰۹–۱۰۴۵ امپراتور گو-سوزاکو ۱۰۳۶–۱۰۴۵(69) | آتسوناگا ۱۰۰۹–۱۰۴۵ امپراتور گو-سوزاکو ۱۰۳۶–۱۰۴۵(69) | آتسوناگا ۱۰۰۹–۱۰۴۵ امپراتور گو-سوزاکو ۱۰۳۶–۱۰۴۵(69) |  |  | فوجیوارا نو کیشی دختر میچیناگا ۱۰۰۷–۱۰۲۵          | فوجیوارا نو کیشی دختر میچیناگا ۱۰۰۷–۱۰۲۵          | فوجیوارا نو کیشی دختر میچیناگا ۱۰۰۷–۱۰۲۵          | فوجیوارا نو کیشی دختر میچیناگا ۱۰۰۷–۱۰۲۵          | فوجیوارا نو کیشی دختر میچیناگا ۱۰۰۷–۱۰۲۵          | فوجیوارا نو کیشی دختر میچیناگا ۱۰۰۷–۱۰۲۵          |  |  | آتسوهیرا ۱۰۰۸–۱۰۳۶ امپراتور گو-ایچیجو ۱۰۱۶–۱۰۳۶(68) | آتسوهیرا ۱۰۰۸–۱۰۳۶ امپراتور گو-ایچیجو ۱۰۱۶–۱۰۳۶(68) | آتسوهیرا ۱۰۰۸–۱۰۳۶ امپراتور گو-ایچیجو ۱۰۱۶–۱۰۳۶(68) | آتسوهیرا ۱۰۰۸–۱۰۳۶ امپراتور گو-ایچیجو ۱۰۱۶–۱۰۳۶(68) | آتسوهیرا ۱۰۰۸–۱۰۳۶ امپراتور گو-ایچیجو ۱۰۱۶–۱۰۳۶(68) | آتسوهیرا ۱۰۰۸–۱۰۳۶ امپراتور گو-ایچیجو ۱۰۱۶–۱۰۳۶(68) |  |  | فوجیوارا نو ایشی دختر میچیناگا ۹۹۹–۱۰۳۶                                   | فوجیوارا نو ایشی دختر میچیناگا ۹۹۹–۱۰۳۶                                   | فوجیوارا نو ایشی دختر میچیناگا ۹۹۹–۱۰۳۶                                   | فوجیوارا نو ایشی دختر میچیناگا ۹۹۹–۱۰۳۶                                   | فوجیوارا نو ایشی دختر میچیناگا ۹۹۹–۱۰۳۶                                   | فوجیوارا نو ایشی دختر میچیناگا ۹۹۹–۱۰۳۶                                   |  |  |                                                                            |                                                                            |                                                                            |                                                                            |                                                                            |                                                                            |
|  |  |                               |                               |                               |                               |                               |                               |  |  |                                              |                                              |                                              |                                              |                                              |                                              |                       |                       |                          |                          |                          |                          |                          |                          |  |  |                                                                     |                                                                     |                                                                     |                                                                     |                                                                     |                                                                     |  |  |                                                     |                                                     |                                                     |                                                     |                                                     |                                                     |  |  |                                                   |                                                   |                                                   |                                                   |                                                   |                                                   |  |  |                                                     |                                                     |                                                     |                                                     |                                                     |                                                     |  |  |                                                                           |                                                                           |                                                                           |                                                                           |                                                                           |                                                                           |  |  |                                                                            |                                                                            |                                                                            |                                                                            |                                                                            |                                                                            |
|  |  |                               |                               |                               |                               |                               |                               |  |  |                                              |                                              |                                              |                                              |                                              |                                              |                       |                       |                          |                          |                          |                          |                          |                          |  |  |                                                                     |                                                                     |                                                                     |                                                                     |                                                                     |                                                                     |  |  |                                                     |                                                     |                                                     |                                                     |                                                     |                                                     |  |  |                                                   |                                                   |                                                   |                                                   |                                                   |                                                   |  |  |                                                     |                                                     |                                                     |                                                     |                                                     |                                                     |  |  |                                                                           |                                                                           |                                                                           |                                                                           |                                                                           |                                                                           |  |  |                                                                            |                                                                            |                                                                            |                                                                            |                                                                            |                                                                            |
|  |  |                               |                               |                               |                               |                               |                               |  |  |                                              |                                              |                                              |                                              |                                              |                                              |                       |                       |                          |                          |                          |                          |                          |                          |  |  |                                                                     |                                                                     |                                                                     |                                                                     |                                                                     |                                                                     |  |  |                                                     |                                                     |                                                     |                                                     |                                                     |                                                     |  |  |                                                   |                                                   |                                                   |                                                   |                                                   |                                                   |  |  |                                                     |                                                     |                                                     |                                                     |                                                     |                                                     |  |  |                                                                           |                                                                           |                                                                           |                                                                           |                                                                           |                                                                           |  |  |                                                                            |                                                                            |                                                                            |                                                                            |                                                                            |                                                                            |
|  |  |                               |                               |                               |                               |                               |                               |  |  |                                              |                                              |                                              |                                              |                                              |                                              |                       |                       |                          |                          |                          |                          |                          |                          |  |  |                                                                     |                                                                     |                                                                     |                                                                     |                                                                     |                                                                     |  |  |                                                     |                                                     |                                                     |                                                     |                                                     |                                                     |  |  |                                                   |                                                   |                                                   |                                                   |                                                   |                                                   |  |  |                                                     |                                                     |                                                     |                                                     |                                                     |                                                     |  |  |                                                                           |                                                                           |                                                                           |                                                                           |                                                                           |                                                                           |  |  |                                                                            |                                                                            |                                                                            |                                                                            |                                                                            |                                                                            |
|  |  |                               |                               |                               |                               |                               |                               |  |  |                                              |                                              |                                              |                                              |                                              |                                              |                       |                       | فوجیوارا شیگه‌کو ?-۱۰۶۲   | فوجیوارا شیگه‌کو ?-۱۰۶۲   | فوجیوارا شیگه‌کو ?-۱۰۶۲   | فوجیوارا شیگه‌کو ?-۱۰۶۲   | فوجیوارا شیگه‌کو ?-۱۰۶۲   | فوجیوارا شیگه‌کو ?-۱۰۶۲   |  |  | تاکاهیتو ۱۰۳۴–۱۰۷۳ امپراتور گو-سانجو ۱۰۶۸–۱۰۷۳(71)                  | تاکاهیتو ۱۰۳۴–۱۰۷۳ امپراتور گو-سانجو ۱۰۶۸–۱۰۷۳(71)                  | تاکاهیتو ۱۰۳۴–۱۰۷۳ امپراتور گو-سانجو ۱۰۶۸–۱۰۷۳(71)                  | تاکاهیتو ۱۰۳۴–۱۰۷۳ امپراتور گو-سانجو ۱۰۶۸–۱۰۷۳(71)                  | تاکاهیتو ۱۰۳۴–۱۰۷۳ امپراتور گو-سانجو ۱۰۶۸–۱۰۷۳(71)                  | تاکاهیتو ۱۰۳۴–۱۰۷۳ امپراتور گو-سانجو ۱۰۶۸–۱۰۷۳(71)                  |  |  | شاهدخت کائوروکو 1۰۲۹–۱۰۹۳                           | شاهدخت کائوروکو 1۰۲۹–۱۰۹۳                           | شاهدخت کائوروکو 1۰۲۹–۱۰۹۳                           | شاهدخت کائوروکو 1۰۲۹–۱۰۹۳                           | شاهدخت کائوروکو 1۰۲۹–۱۰۹۳                           | شاهدخت کائوروکو 1۰۲۹–۱۰۹۳                           |  |  | چیکاهیتو ۱۰۲۵–۱۰۶۸ امپراتور گو-ریزی ۱۰۴۵–۱۰۶۸(70) | چیکاهیتو ۱۰۲۵–۱۰۶۸ امپراتور گو-ریزی ۱۰۴۵–۱۰۶۸(70) | چیکاهیتو ۱۰۲۵–۱۰۶۸ امپراتور گو-ریزی ۱۰۴۵–۱۰۶۸(70) | چیکاهیتو ۱۰۲۵–۱۰۶۸ امپراتور گو-ریزی ۱۰۴۵–۱۰۶۸(70) | چیکاهیتو ۱۰۲۵–۱۰۶۸ امپراتور گو-ریزی ۱۰۴۵–۱۰۶۸(70) | چیکاهیتو ۱۰۲۵–۱۰۶۸ امپراتور گو-ریزی ۱۰۴۵–۱۰۶۸(70) |  |  | شاهدخت شوشی ۱۰۲۷–۱۱۰۵                               | شاهدخت شوشی ۱۰۲۷–۱۱۰۵                               | شاهدخت شوشی ۱۰۲۷–۱۱۰۵                               | شاهدخت شوشی ۱۰۲۷–۱۱۰۵                               | شاهدخت شوشی ۱۰۲۷–۱۱۰۵                               | شاهدخت شوشی ۱۰۲۷–۱۱۰۵                               |  |  | فوجیوارا نو کانشی دختر فوجیوارا نو نوریمیچی پنجمین پسر میچیناگا ۱۰۲۱–۱۱۰۲ | فوجیوارا نو کانشی دختر فوجیوارا نو نوریمیچی پنجمین پسر میچیناگا ۱۰۲۱–۱۱۰۲ | فوجیوارا نو کانشی دختر فوجیوارا نو نوریمیچی پنجمین پسر میچیناگا ۱۰۲۱–۱۱۰۲ | فوجیوارا نو کانشی دختر فوجیوارا نو نوریمیچی پنجمین پسر میچیناگا ۱۰۲۱–۱۱۰۲ | فوجیوارا نو کانشی دختر فوجیوارا نو نوریمیچی پنجمین پسر میچیناگا ۱۰۲۱–۱۱۰۲ | فوجیوارا نو کانشی دختر فوجیوارا نو نوریمیچی پنجمین پسر میچیناگا ۱۰۲۱–۱۱۰۲ |  |  | فوجیوارا نو هیروکو دختر فوجیوارا نو یوریمیچی نخستین پسر میچیناگا ۱۰۳۶–۱۱۲۷ | فوجیوارا نو هیروکو دختر فوجیوارا نو یوریمیچی نخستین پسر میچیناگا ۱۰۳۶–۱۱۲۷ | فوجیوارا نو هیروکو دختر فوجیوارا نو یوریمیچی نخستین پسر میچیناگا ۱۰۳۶–۱۱۲۷ | فوجیوارا نو هیروکو دختر فوجیوارا نو یوریمیچی نخستین پسر میچیناگا ۱۰۳۶–۱۱۲۷ | فوجیوارا نو هیروکو دختر فوجیوارا نو یوریمیچی نخستین پسر میچیناگا ۱۰۳۶–۱۱۲۷ | فوجیوارا نو هیروکو دختر فوجیوارا نو یوریمیچی نخستین پسر میچیناگا ۱۰۳۶–۱۱۲۷ |
|  |  |                               |                               |                               |                               |                               |                               |  |  |                                              |                                              |                                              |                                              |                                              |                                              |                       |                       | فوجیوارا شیگه‌کو ?-۱۰۶۲   | فوجیوارا شیگه‌کو ?-۱۰۶۲   | فوجیوارا شیگه‌کو ?-۱۰۶۲   | فوجیوارا شیگه‌کو ?-۱۰۶۲   | فوجیوارا شیگه‌کو ?-۱۰۶۲   | فوجیوارا شیگه‌کو ?-۱۰۶۲   |  |  | تاکاهیتو ۱۰۳۴–۱۰۷۳ امپراتور گو-سانجو ۱۰۶۸–۱۰۷۳(71)                  | تاکاهیتو ۱۰۳۴–۱۰۷۳ امپراتور گو-سانجو ۱۰۶۸–۱۰۷۳(71)                  | تاکاهیتو ۱۰۳۴–۱۰۷۳ امپراتور گو-سانجو ۱۰۶۸–۱۰۷۳(71)                  | تاکاهیتو ۱۰۳۴–۱۰۷۳ امپراتور گو-سانجو ۱۰۶۸–۱۰۷۳(71)                  | تاکاهیتو ۱۰۳۴–۱۰۷۳ امپراتور گو-سانجو ۱۰۶۸–۱۰۷۳(71)                  | تاکاهیتو ۱۰۳۴–۱۰۷۳ امپراتور گو-سانجو ۱۰۶۸–۱۰۷۳(71)                  |  |  | شاهدخت کائوروکو 1۰۲۹–۱۰۹۳                           | شاهدخت کائوروکو 1۰۲۹–۱۰۹۳                           | شاهدخت کائوروکو 1۰۲۹–۱۰۹۳                           | شاهدخت کائوروکو 1۰۲۹–۱۰۹۳                           | شاهدخت کائوروکو 1۰۲۹–۱۰۹۳                           | شاهدخت کائوروکو 1۰۲۹–۱۰۹۳                           |  |  | چیکاهیتو ۱۰۲۵–۱۰۶۸ امپراتور گو-ریزی ۱۰۴۵–۱۰۶۸(70) | چیکاهیتو ۱۰۲۵–۱۰۶۸ امپراتور گو-ریزی ۱۰۴۵–۱۰۶۸(70) | چیکاهیتو ۱۰۲۵–۱۰۶۸ امپراتور گو-ریزی ۱۰۴۵–۱۰۶۸(70) | چیکاهیتو ۱۰۲۵–۱۰۶۸ امپراتور گو-ریزی ۱۰۴۵–۱۰۶۸(70) | چیکاهیتو ۱۰۲۵–۱۰۶۸ امپراتور گو-ریزی ۱۰۴۵–۱۰۶۸(70) | چیکاهیتو ۱۰۲۵–۱۰۶۸ امپراتور گو-ریزی ۱۰۴۵–۱۰۶۸(70) |  |  | شاهدخت شوشی ۱۰۲۷–۱۱۰۵                               | شاهدخت شوشی ۱۰۲۷–۱۱۰۵                               | شاهدخت شوشی ۱۰۲۷–۱۱۰۵                               | شاهدخت شوشی ۱۰۲۷–۱۱۰۵                               | شاهدخت شوشی ۱۰۲۷–۱۱۰۵                               | شاهدخت شوشی ۱۰۲۷–۱۱۰۵                               |  |  | فوجیوارا نو کانشی دختر فوجیوارا نو نوریمیچی پنجمین پسر میچیناگا ۱۰۲۱–۱۱۰۲ | فوجیوارا نو کانشی دختر فوجیوارا نو نوریمیچی پنجمین پسر میچیناگا ۱۰۲۱–۱۱۰۲ | فوجیوارا نو کانشی دختر فوجیوارا نو نوریمیچی پنجمین پسر میچیناگا ۱۰۲۱–۱۱۰۲ | فوجیوارا نو کانشی دختر فوجیوارا نو نوریمیچی پنجمین پسر میچیناگا ۱۰۲۱–۱۱۰۲ | فوجیوارا نو کانشی دختر فوجیوارا نو نوریمیچی پنجمین پسر میچیناگا ۱۰۲۱–۱۱۰۲ | فوجیوارا نو کانشی دختر فوجیوارا نو نوریمیچی پنجمین پسر میچیناگا ۱۰۲۱–۱۱۰۲ |  |  | فوجیوارا نو هیروکو دختر فوجیوارا نو یوریمیچی نخستین پسر میچیناگا ۱۰۳۶–۱۱۲۷ | فوجیوارا نو هیروکو دختر فوجیوارا نو یوریمیچی نخستین پسر میچیناگا ۱۰۳۶–۱۱۲۷ | فوجیوارا نو هیروکو دختر فوجیوارا نو یوریمیچی نخستین پسر میچیناگا ۱۰۳۶–۱۱۲۷ | فوجیوارا نو هیروکو دختر فوجیوارا نو یوریمیچی نخستین پسر میچیناگا ۱۰۳۶–۱۱۲۷ | فوجیوارا نو هیروکو دختر فوجیوارا نو یوریمیچی نخستین پسر میچیناگا ۱۰۳۶–۱۱۲۷ | فوجیوارا نو هیروکو دختر فوجیوارا نو یوریمیچی نخستین پسر میچیناگا ۱۰۳۶–۱۱۲۷ |